# Hospital Rosie
El Hospital Rosie  es un hospital de maternidad localizado en Cambridge. Es gestionado por Cambridge University Hospitals NHS Foundation Trust.

## Historia
El hospital se originó a raíz del Central Union Poor House Infirmary establecido en Mill Road en el siglo XIX. Este establecimiento se convirtió en el County Municipal Infirmary en 1930, se convirtió en un hospital de maternidad en los 40s y se unió al National Health Service en 1948.
Un nuevo edificio, gracias a las donaciones del filántropo local, David Robinson, abrió en el lugar del Hospital Addenbrooke Hills Road site en octubre de 1983. Otra expansión del Hospital Rosie abrió por parte de la Reina y el duque de Edimburgo en mayo de 2013 y 5.000 bebés ya habían nacido allí en octubre de 2016.

## Servicios
El edificio está adyacente al Addenbrooke y contiene 120 camas de maternidad. Tiene su propio quirófano, paritorio, departamento de ultrasonidos y unidad de cuidados intensivos. Es el centro regional por excelencia para la maternidad.